# Elias Wegert
Elias Wegert (* 20. März 1955 in Nossen) ist ein deutscher Mathematiker, dessen Forschungsschwerpunkte Nichtlineare Analysis und Funktionentheorie sind. Insbesondere arbeitet er an nichtlinearen Riemann-Hilbert-Problemen und der Visualisierung komplexer Funktionen.

## Werdegang
Wegert legte 1973 das Abitur an der Spezialklasse für Mathematik der Technischen Hochschule Karl-Marx-Stadt (Chemnitz) ab. Als Teilnehmer der Internationalen Mathematik-Olympiade erhielt er 1973 eine Silbermedaille. Von 1975 bis 1980 studierte Wegert Mathematik an der TH Karl-Marx-Stadt und promovierte 1984 bei Wolfgang Sprössig mit einem Thema aus der konstruktiven Approximationstheorie. Er habilitierte sich 1988 an der TU Bergakademie Freiberg mit einer Arbeit über nichtlineare Riemann-Hilbert-Probleme. Seit 1992 ist Wegert Professor für Nichtlineare Analysis an der TU Bergakademie Freiberg.
Wegert beteiligt sich schon seit geraumer Zeit an der Entwicklung von Aufgaben für die Mathematikolympiade. Das von ihm 1986 auf der Internationalen Mathematik-Olympiade gestellte Pentagonproblem wurde nur von elf Teilnehmern gelöst und war damit eine der bisher schwersten Aufgaben der IMO.

## Schriften
- Nonlinear Boundary Value Problems for Holomorphic Functions and Singular Integral Equations. Akademie Verlag, Berlin 1992.
- Visual Complex Functions. Birkhäuser/Springer 2012.